# 中華人民共和国国歌法
中華人民共和国国歌法（ちゅうかじんみんきょうわこくこっかほう、簡体字中国語: 中华人民共和国国歌法、繁体字中国語: 中華人民共和國國歌法）は、中華人民共和国の国歌である「義勇軍進行曲」の演奏に関する規則や国民の義務について定める法律。通称国歌法。2017年10月1日に制定された。

## 概説
2004年以降、中国の国旗・国歌・国章は、いずれも中華人民共和国憲法で規定されている。このうち国旗と国章については1954年9月20日の憲法制定当初から規定があり、その使用規則等について定める国旗法（1990年10月1日施行）国章法（1991年10月1日施行）も制定されていた。それに対して、国歌は2004年の憲法改正まで憲法上の規定が存在しなかった。2004年3月14日に憲法が改正され、国歌法制定に至った。公共の場において故意に国歌の歌詞やメロディを変えて歌唱したり、国歌を侮辱したりした場合、公安機関による警告もしくは15日以下の拘留となり、犯罪に関わる場合は刑事責任を追及される。
法律で規定することにより、小中学校で国歌やその精神について教育すると伴に、商業広告や個人葬式・結婚式などでの使用・唱和禁止、公共の場における背景音楽の禁止、悪意ある替え歌に対して、15日以内の拘留処分などを定めた。

## 香港国歌条例
香港特区では「一国二制度」による高度な自治が認められているため適用を受けなかったが、香港では国歌斉唱の際に若者が替え歌を歌ったりし、中国当局は問題視していた。中国国歌が演奏された際に香港の一部若者がブーイングを浴びせて、斉唱を拒否したこともあった。
国歌法は2017年の制定だが、高度な自治が認められる香港では国歌法が定める罰則事項が適応されなかった。その状況を受け、2019年、香港政府は香港での国歌法の適用に必要な立法措置として国歌条例案を策定し、立法会に提出。同年1月23日、香港立法会で国歌に対する侮辱行為を禁止する国歌条例案の審議が始まった。しかし、同年逃亡犯引き渡し条例に対する反発が強まり審議を延期。2020年5月27日にあらためて審議入りした。これに対し、インターネットで抗議運動が呼びかけられ、警察当局は立法会周辺を通行止めにして厳戒態勢を敷いた。6月4日、香港立法会において本条例案は賛成多数で可決され、6月12日に施行された。
2021年7月30日、ショッピングモールで行われていた東京オリンピックのパブリックビューイングにおいて、中国国歌演奏時に市民らにブーイングするよう扇動して国歌を侮辱した疑いで、40歳男性を逮捕した。同条例による逮捕者は初。